# Everly (Iowa)
Everly ist eine Kleinstadt (mit dem Status „City“) im Clay County im US-amerikanischen Bundesstaat Iowa. Das U.S. Census Bureau hat bei der Volkszählung 2020 eine Einwohnerzahl von 575 ermittelt.

## Geografie
Everly liegt im Nordwesten Iowas am linken Ufer des Ocheyedan River, der über den Little Sioux River zum Stromgebiet des Missouri gehört.
Die am Missouri gelegenen Schnittpunkte der Bundesstaaten Iowa, South Dakota und Minnesota sowie der Staaten Iowa, South Dakota und Nebraska liegen 137 km westnordwestlich sowie 145 km südwestlich von Everly.
Die geografischen Koordinaten von Everly sind 43°09′36″ nördlicher Breite und 95°19′39″ westlicher Länge. Die Stadt erstreckt sich über eine Fläche von 2,87 km² und ist die größte Ortschaft innerhalb der Lone Tree Township.
Nachbarorte von Everly sind Fostoria (23 km nordöstlich), Spencer (17,6 km östlich), Royal (14,3 km südsüdwestlich) und Hartley (15 km westlich).
Die nächstgelegenen größeren Städte sind die Twin Cities in Minnesota (Minneapolis und Saint Paul) (328 km nordöstlich), Rochester in Minnesota (313 km ostnordöstlich), Waterloo (327 km ostsüdöstlich), Cedar Rapids (410 km in der gleichen Richtung), Iowas Hauptstadt Des Moines (320 km südöstlich), Kansas City in Missouri (503 km südlich), Nebraskas größte Stadt Omaha (256 km südsüdwestlich), Sioux City (140 km südwestlich) und South Dakotas größte Stadt Sioux Falls (150 km westnordwestlich).

## Verkehr
Der in West-Ost-Richtung verlaufende U.S. Highway 18 führt in rund zwei Kilometern Entfernung nördlich an Everly vorbei. Alle weiteren Straßen sind untergeordnete Landstraßen, teils unbefestigte Fahrwege sowie innerörtliche Verbindungsstraßen.
Von West nach Ost führt eine Eisenbahnlinie für den Frachtverkehr der Canadian Pacific Railway (CP) durch das Stadtgebiet von Everly.
Mit dem Spencer Municipal Airport befindet sich 16 km östlich ein Flugplatz. Die nächsten Verkehrsflughäfen sind der Des Moines International Airport (315 km südöstlich), das Eppley Airfield in Omaha (245 km südsüdwestlich), der Sioux Gateway Airport in Sioux City (153 km südwestlich) und der Sioux Falls Regional Airport (158 km westnordwestlich).

## Bevölkerung
Nach der Volkszählung im Jahr 2010 lebten in Everly 603 Menschen in 270 Haushalten. Die Bevölkerungsdichte betrug 210,1 Einwohner pro Quadratkilometer. In den 270 Haushalten lebten statistisch je 2,23 Personen.
Ethnisch betrachtet bestand die Bevölkerung mit zwei Ausnahmen nur aus Weißen. Unabhängig von der ethnischen Zugehörigkeit waren 1,0 Prozent der Bevölkerung spanischer oder lateinamerikanischer Abstammung.
23,4 Prozent der Bevölkerung waren unter 18 Jahre alt, 58,2 Prozent waren zwischen 18 und 64 und 18,4 Prozent waren 65 Jahre oder älter. 48,6 Prozent der Bevölkerung waren weiblich.
Das mittlere jährliche Einkommen eines Haushalts lag bei 51.705 USD. Das Pro-Kopf-Einkommen betrug 22.243 USD. 10,5 Prozent der Einwohner lebten unterhalb der Armutsgrenze.

## Bekannte Bewohner
- Francis H. Case (1896–1962) – republikanischer US-Senator von South Dakota (1951–1962) – geboren in Everly